# Ligne Shizuoka-Shimizu
La ligne Shizuoka-Shimizu (静岡清水線, Shizuoka-Shimizu-sen) est une ligne ferroviaire de la compagnie Shizuoka Railway (Shizutetsu) située à Shizuoka au Japon. Elle relie la gare de Shin-Shizuoka à celle de Shin-Shimizu.

## Histoire
La ligne est ouverte en 1908 à l'écartement 762 mm. Elle est convertie à l'écartement 1 067 mm en 1920.

## Caractéristiques
- écartement des voies : 1 067 mm
- nombre de voies : 2
- électrification : courant continu 600 V par caténaire

## Services et interconnexions
La ligne est desservie par des trains omnibus et quelques trains rapides.

## Gares
| Numéro | Gare                    | Nom japonais | Distance (km) | Correspondances                                       | Arrondissement |
| ------ | ----------------------- | ------------ | ------------- | ----------------------------------------------------- | -------------- |
| S01    | Shin-Shizuoka           | 新静岡       | 0             | JR Central : Shinkansen Tōkaidō, Tōkaidō (à Shizuoka) | Aoi-ku         |
| S02    | Hiyoshichō              | 日吉町       | 0,3           |                                                       | Aoi-ku         |
| S03    | Otowachō                | 音羽町       | 0,8           |                                                       | Aoi-ku         |
| S04    | Kasugachō               | 春日町       | 1,5           |                                                       | Aoi-ku         |
| S05    | Yunoki (ja)             | 柚木         | 2,0           |                                                       | Aoi-ku         |
| S06    | Naganuma (ja)           | 長沼         | 3,1           | JR Central : Tōkaidō (à Higashi-Shizuoka)             | Aoi-ku         |
| S07    | Furushō                 | 古庄         | 3,8           |                                                       | Aoi-ku         |
| S08    | Ken-Sōgō Undōjō         | 県総合運動場 | 4,8           |                                                       | Suruga-ku      |
| S09    | Kenritsu-Bijutsukan Mae | 県立美術館前 | 5,7           |                                                       | Shimizu-ku     |
| S10    | Kusanagi                | 草薙         | 6,4           | JR Central : Tōkaidō                                  | Shimizu-ku     |
| S11    | Mikadodai               | 御門台       | 7,4           |                                                       | Shimizu-ku     |
| S12    | Kitsunegasaki           | 狐ヶ崎       | 8,3           |                                                       | Shimizu-ku     |
| S13    | Sakurabashi             | 桜橋         | 10,0          |                                                       | Shimizu-ku     |
| S14    | Irieoka                 | 入江岡       | 10,3          |                                                       | Shimizu-ku     |
| S15    | Shin-Shimizu            | 新清水       | 11,0          | JR Central : Tōkaidō (à Shimizu)                      | Shimizu-ku     |

## Matériel roulant
Les trains utilisés sont des automotrices de série 1000 et A3000.

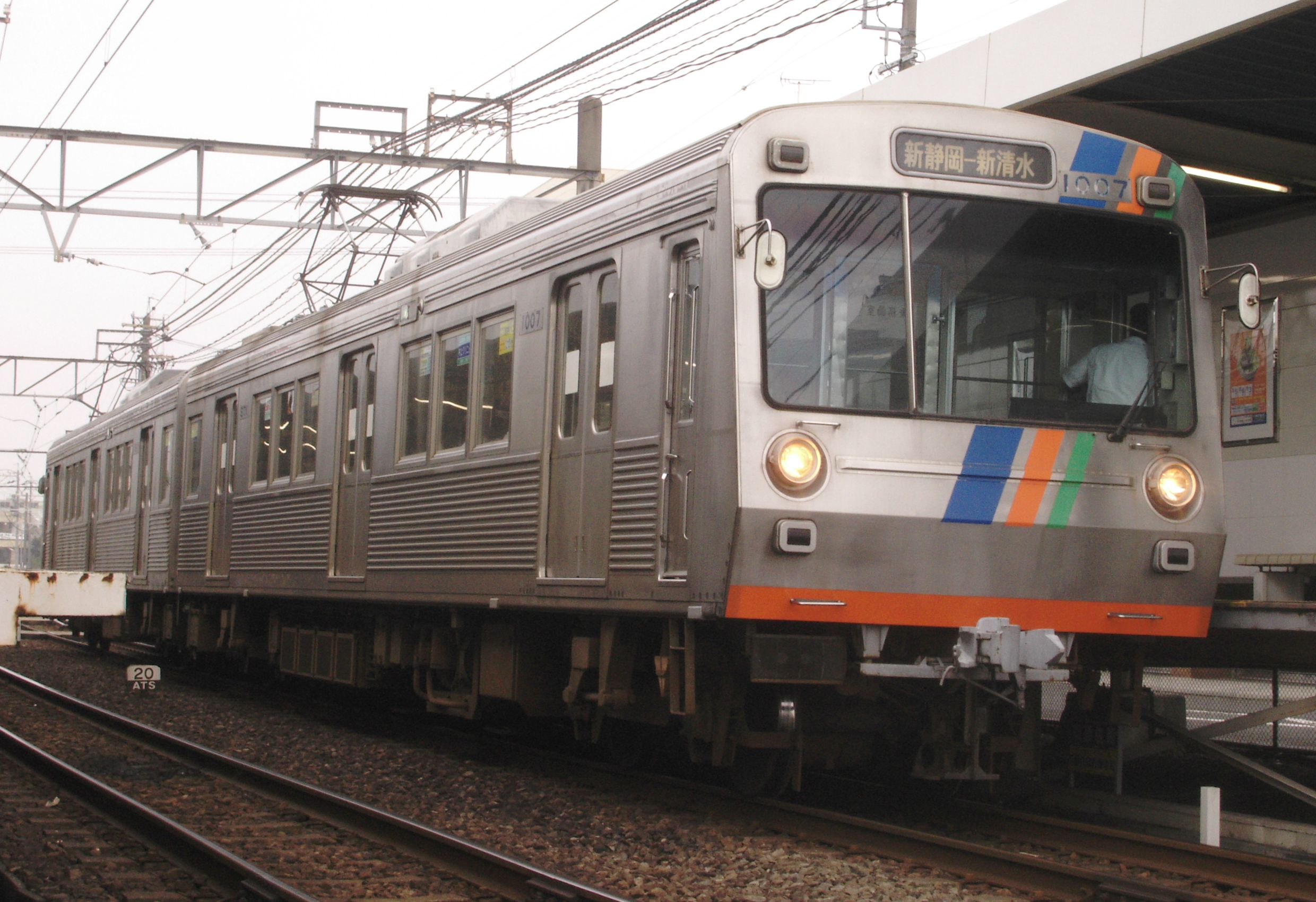
Shizutetsu série 1000
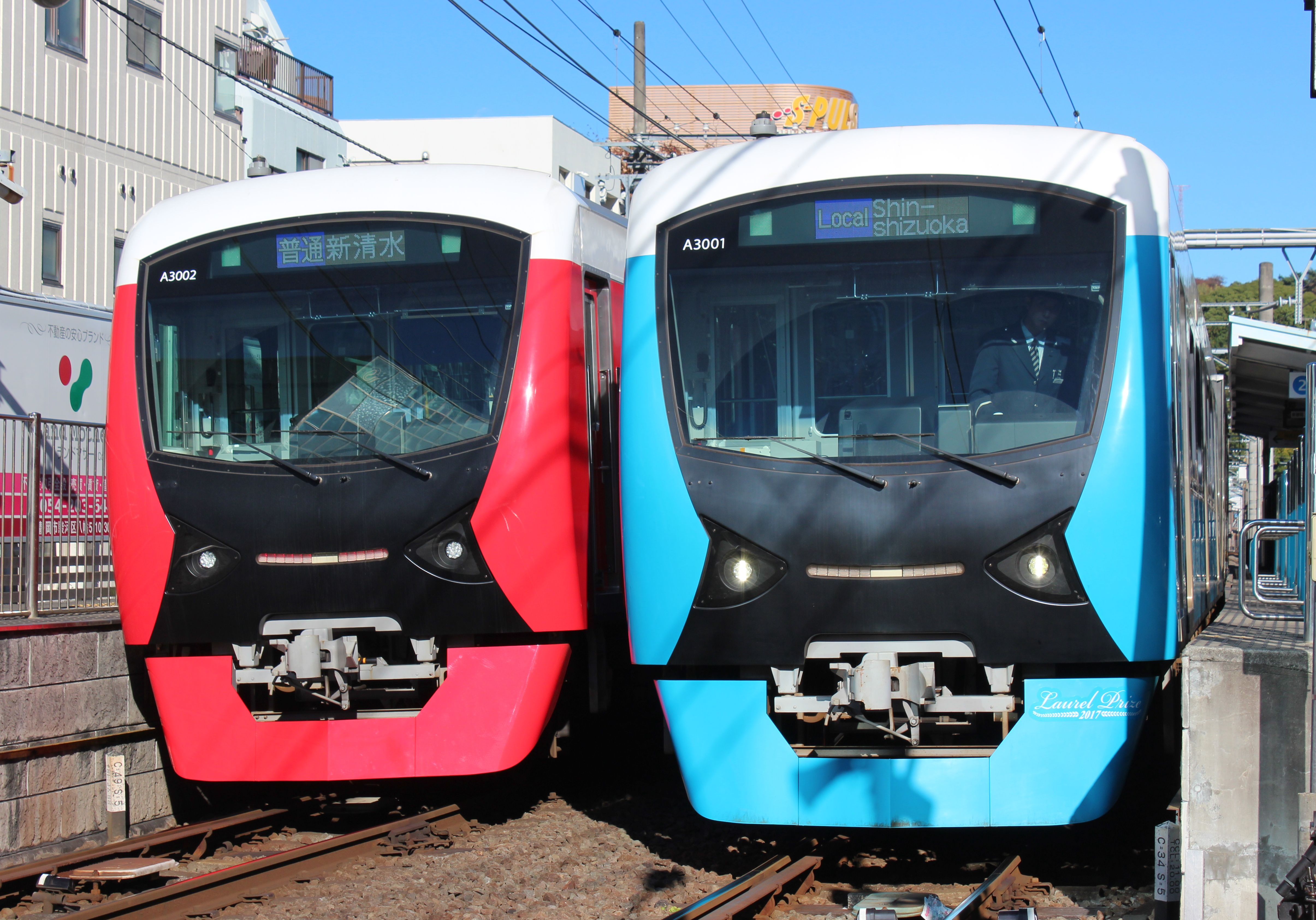
Shizutetsu série A3000